# 帝國大廈 (曼谷)

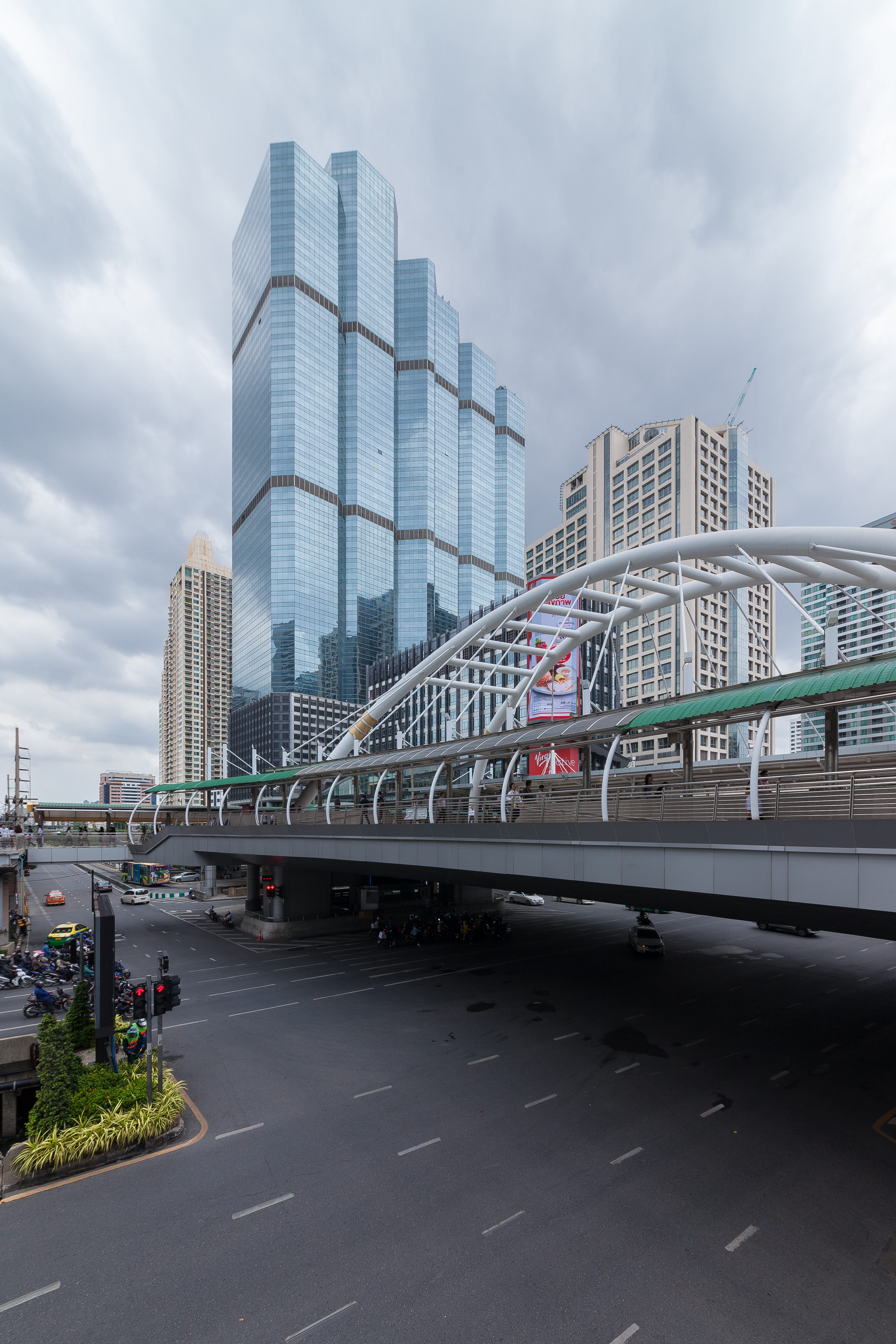
帝國大廈

帝國大廈是泰國曼谷的一座摩天大樓，位於沙吞县，鄰接沙吞路，靠近沖暖詩站。這座建築是曼谷第20高的建築，其中的1棟有58層，高227公尺。